# Cegielnia (Płock)
Pour les articles homonymes, voir Cegielnia.
Cegielnia (prononciation : [t͡sɛˈɡʲɛlɲa]) est un village polonais de la gmina de Brudzeń Duży dans le powiat de Płock de la voïvodie de Mazovie dans le centre-est de la Pologne.
Il se situe à environ 3 kilomètres au nord-ouest de Brudzeń Duży (siège de la gmina), 22 kilomètres au nord-ouest de Płock (siège du powiat) et à 117 kilomètres au nord-ouest de Varsovie (capitale de la Pologne).
Le village compte approximativement une population de 110 habitants.

## Histoire
De 1975 à 1998, le village appartenait administrativement à la voïvodie de Płock.